# Boukhelifa
Boukhelifa es un municipio (baladiyah) de la provincia o valiato de Bugía en Argelia. En abril de 2008 tenía una población censada de 8766 habitantes.
Se encuentra ubicado al norte del país, en la región de Cabilia, al este de Argel y junto a la costa del mar Mediterráneo.